# 梅西 (內布拉斯加州)
梅西（英語：Macy）是位於美國內布拉斯加州瑟斯頓縣的普查規定居民點。

## 歷史
梅西的郵局自1906年營運至今。

## 人口
根據2020年美國人口普查的數據，梅西的面積為4.13平方千米，皆為陸地。當地共有人口1045人，而人口密度為每平方千米253.03人。